# Sphecodes heraclei
Sphecodes heraclei är en biart som beskrevs av Robertson 1897. Sphecodes heraclei ingår i släktet blodbin, och familjen vägbin. Inga underarter finns listade i Catalogue of Life.